# Kajra Re
Kajra Re è un brano musicale del film di Bollywood Bunty Aur Babli, cantato da Alisha Chinoy, Shankar Mahadevan e Javed Ali, con musiche di Shankar-Ehsaan-Loy e testi di Gulzar, pubblicato nel 2005.